# 陈芊秀
陈芊秀（英語：Adele Tan，1999年3月31日—）是一名新加坡射擊運動员。她代表新加坡参加了2020年东京夏季奥运会女子10米空气步枪比赛。

## 体育生涯
陈芊秀从12岁开始接触射击，并在一次射击比赛中被新加坡体育学校相中。
2017年，她在日本和光市举行的亚洲射击锦标赛女子10米气步枪项目中获得第五名。
2021年5月，新加坡射击总会宣布陈芊秀凭借国内选拔的表现，获得代表新加坡参加2020年东京奥运女子10米空气步枪比赛的资格。陈芊秀在赛中获得第21名的成绩（得分625.3），未能晋级决赛。